# Vogelzangbos (Heusden-Zolder)
Het Vogelzangbos, ook wel Vogelsanckbos genoemd, is een bos in de Belgisch-Limburgse gemeente Heusden-Zolder. Het Vogelzangbos maakt deel uit van het domein van het Kasteel Vogelsanck.
Het bos ligt ingesloten tussen de A2/E314 in het noorden, de N72 in het oosten en natuurgebied Bolderberg en de Vijvers van Terlaemen in het westen.

## Beschrijving
Het domein rond het kasteel besloeg op het einde van de 18e eeuw ruim 1.000 hectare, waarvan nu nog steeds 450 hectare als privédomein overblijft. Het overige deel werd opengesteld voor het publiek.
Het domein bestaat uit vooral bossen, met vijvers en weilanden. Zowel de Echelbeek als de Laambeek lopen door het domein. De vijvers zijn een broedgebied voor watervogels.
In het zuidwesten ligt op de grens van de gemeenten Heusden-Zolder en Zonhoven een boswachtershuisje en tuinierswoning die als onroerend erfgoed geklasseerd zijn.

## Galerij

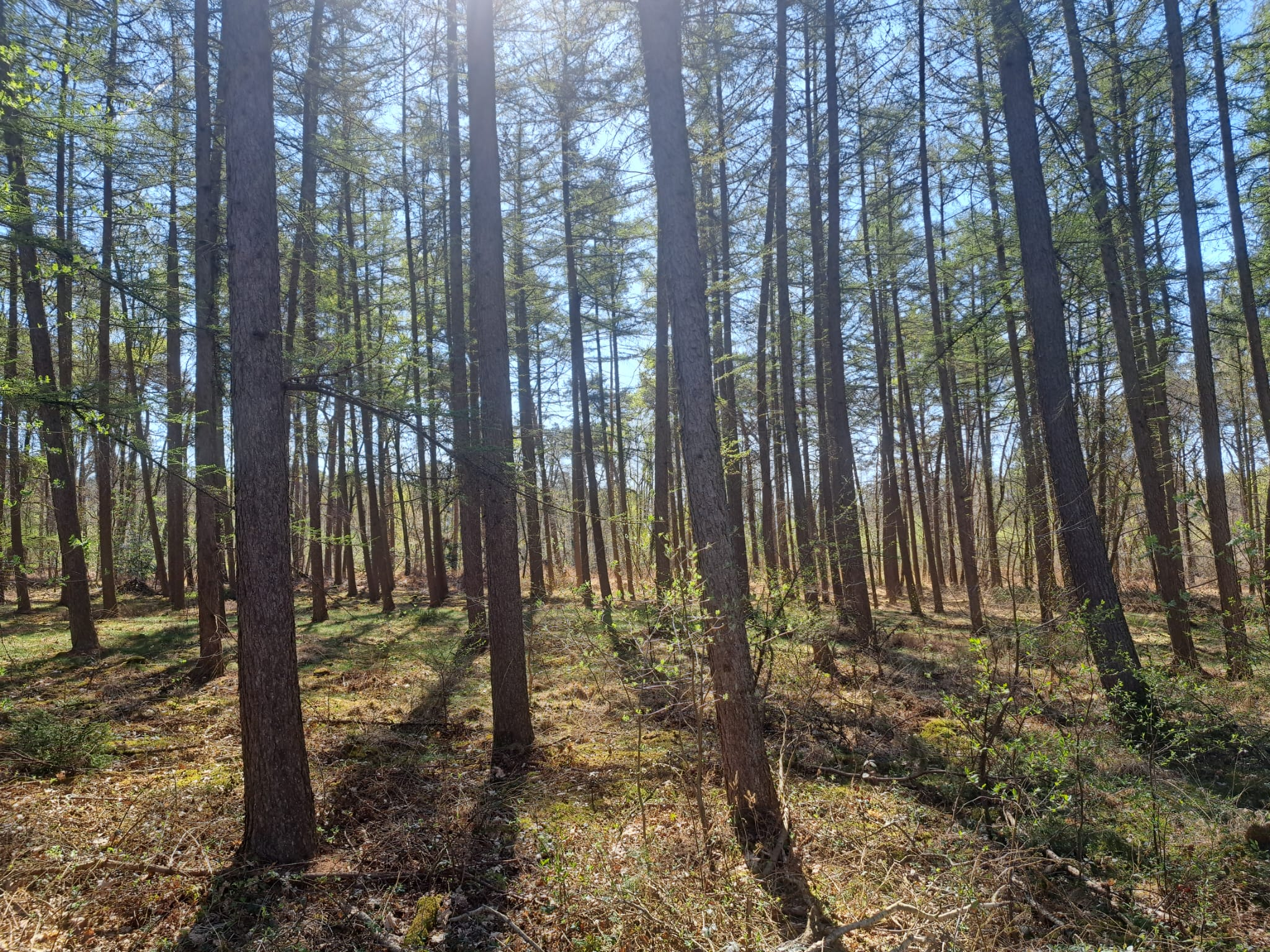
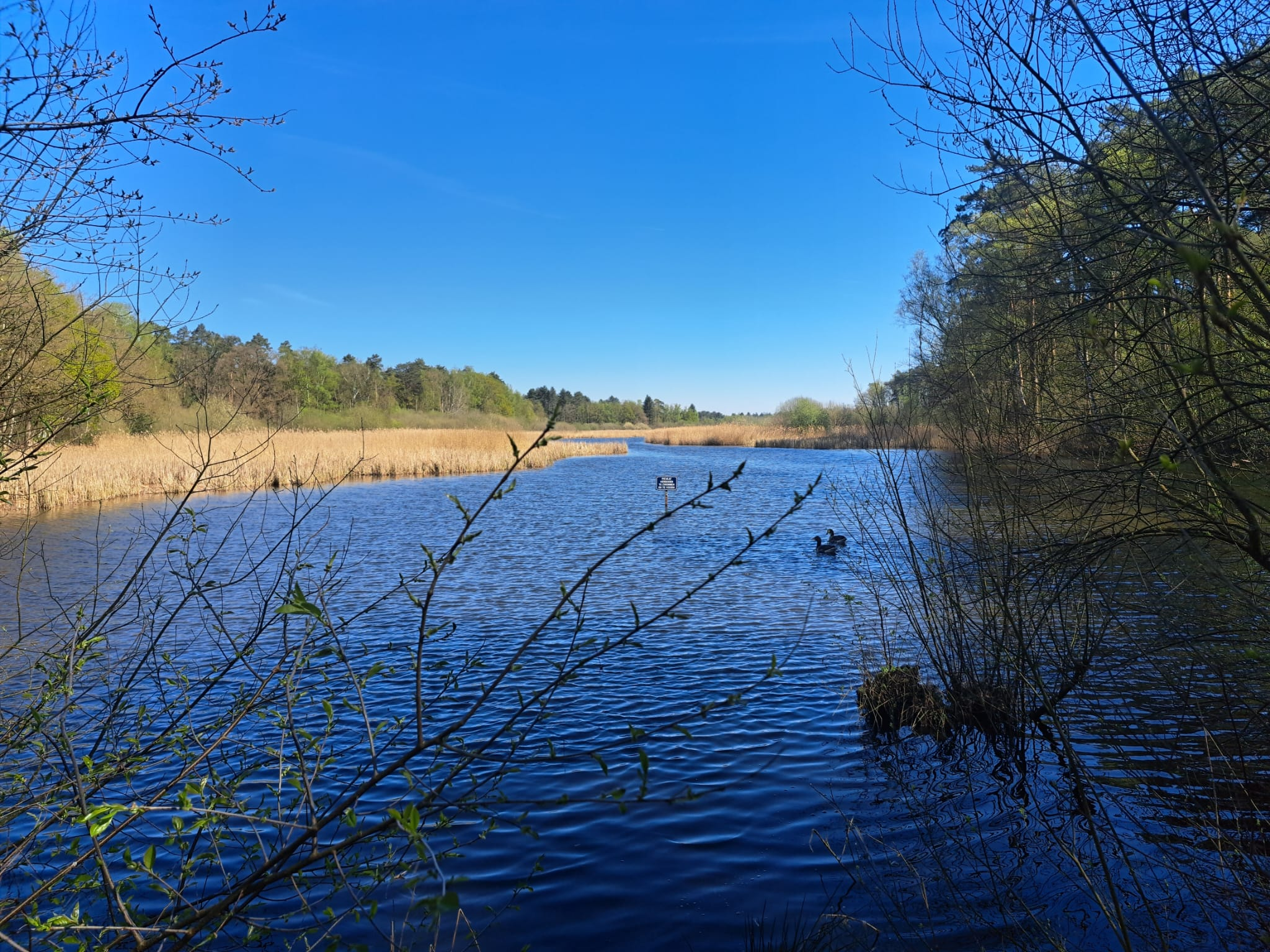
De Hamelvijver
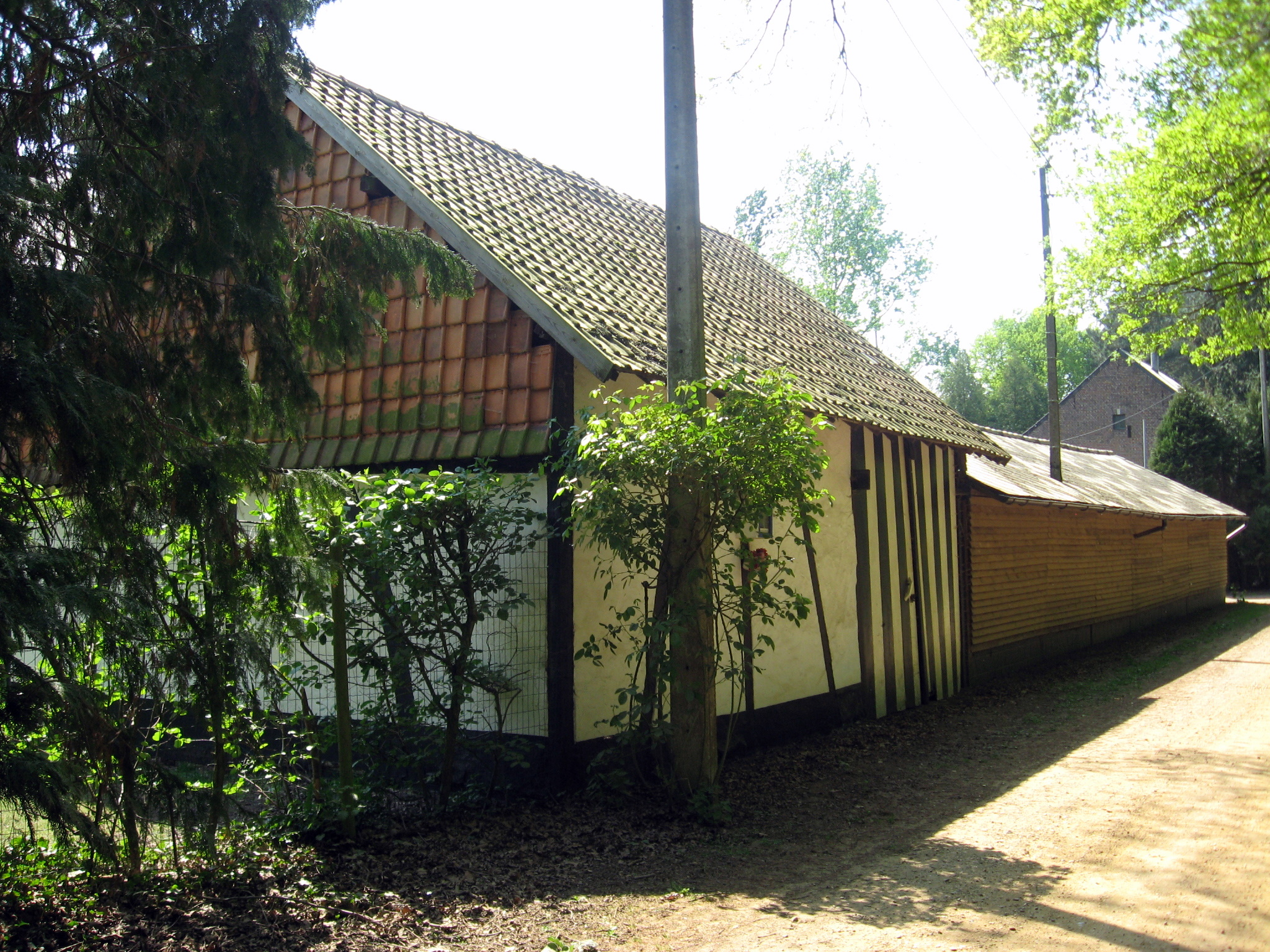
Voormalige boswachterswoning
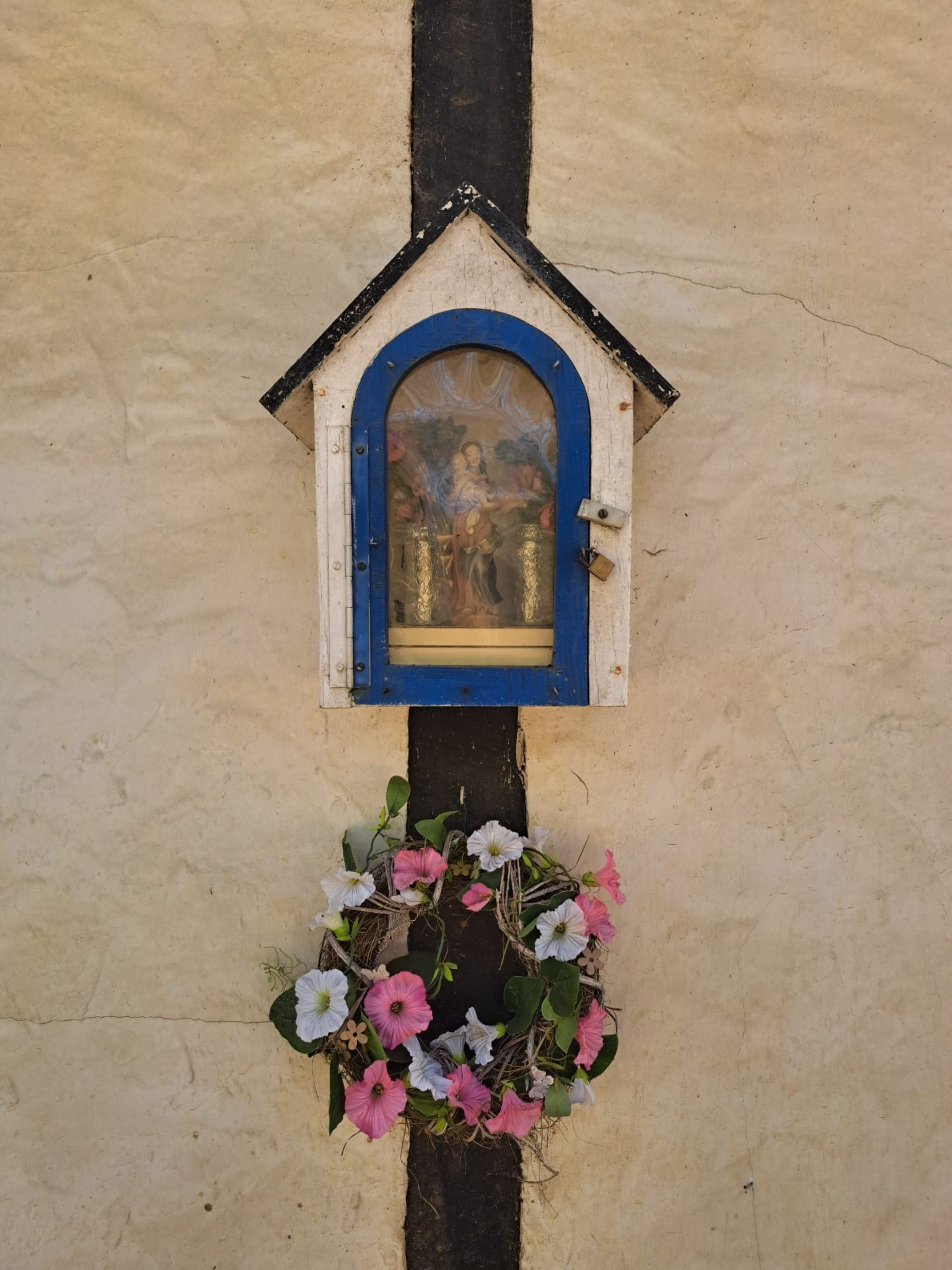
Een kapelletje tegen de voormalige boswachterswoning
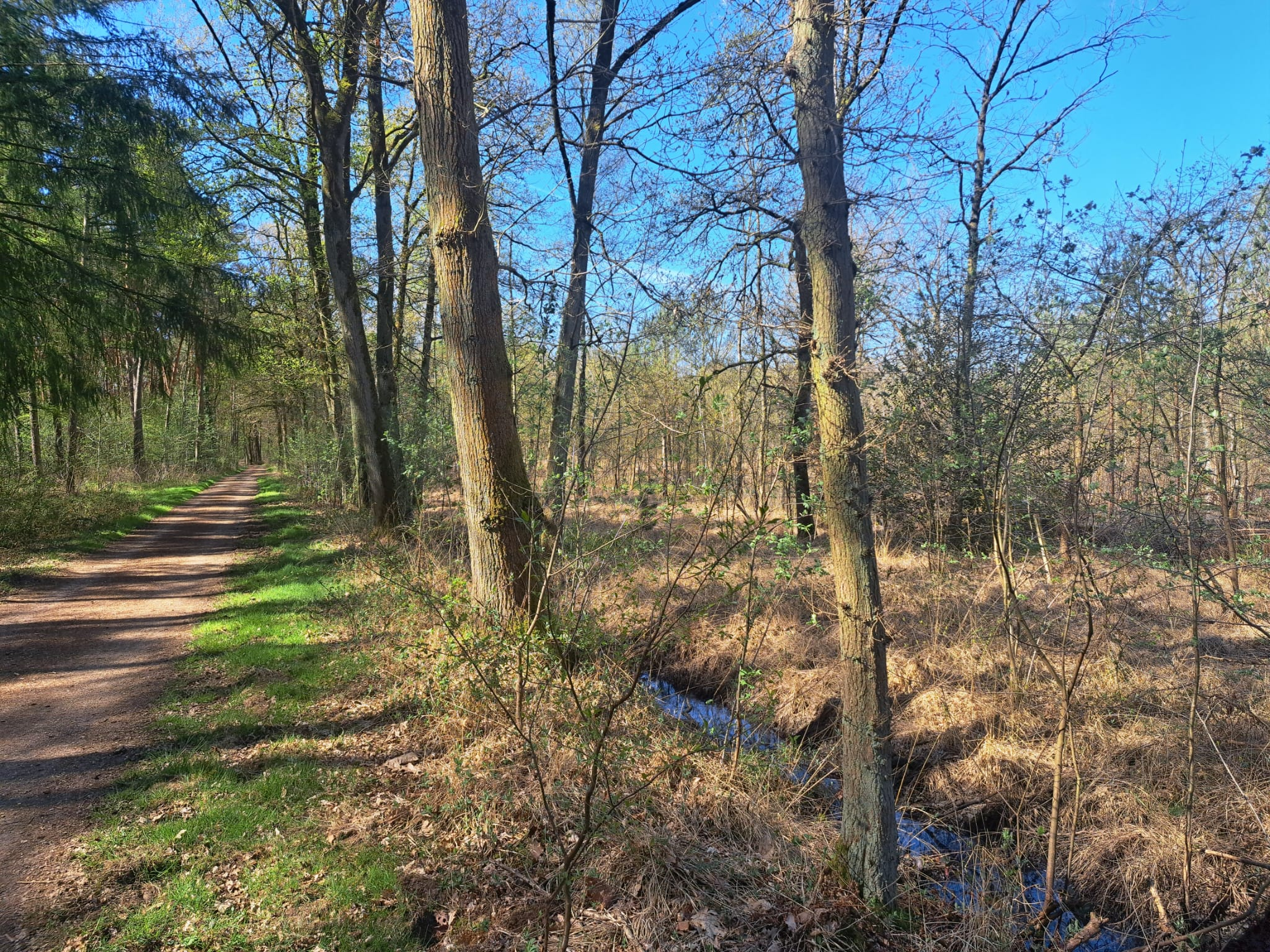
De Laambeek